# Homecoming (Lost)
Homecoming este un episod al serialului de televiziune Lost, sezonul 1.